# Mario Martínez
Mario Roberto Martínez Hernández (ur. 30 lipca 1989 w San Pedro Sula) – honduraski piłkarz występujący na pozycji ofensywnego pomocnika, reprezentant Hondurasu, od 2022 roku zawodnik Olancho.

## Kariera klubowa
Martínez pochodzi z miasta San Pedro Sula i jako dwunastolatek rozpoczął treningi w tamtejszym zespole Real España. Do seniorskiej drużyny został włączony jako siedemnastolatek i już w swoim debiutanckim sezonie, wiosennym Clausura 2007, wywalczył ze swoją ekipą tytuł mistrza Hondurasu. Początkowo pełnił w Realu rolę rezerwowego, jednak miał swój wkład w kolejne sukcesy klubu w postaci dwóch wicemistrzostw kraju, zarówno w fazie Apertura 2008, jak i Clausura 2009. W kwietniu 2009 jego dobra postawa w spotkaniach juniorskiej reprezentacji zaowocowała wypożyczeniem do końca roku do norweskiego zespołu Vålerenga Fotball z siedzibą w stołecznym Oslo. W Tippeligaen zadebiutował 3 maja w przegranym 2:3 spotkaniu ze Startem, jednak w pierwszej drużynie wystąpił zaledwie dwukrotnie, nie potrafiąc się przebić do wyjściowej jedenastki i przeważnie pojawiał się na boisku w barwach trzecioligowych rezerw Vålerengi, gdzie zdobył osiem bramek w siedemnastu spotkaniach.
W styczniu 2010 Martínez na zasadzie półrocznego wypożyczenia zasilił belgijski RSC Anderlecht. Tam nie zanotował żadnego oficjalnego występu, jednak na koniec sezonu 2009/2010 wywalczył ze swoją drużyną tytuł mistrza kraju. Po powrocie do macierzystego Realu España został kluczowym piłkarzem zespołu i w jesiennym sezonie Apertura 2010 zdobył z nią drugie mistrzostwo Hondurasu. Rok później, w rozgrywkach Apertura 2011, wywalczył za to trzeci już w karierze tytuł wicemistrzowski. W sierpniu 2012 udał się na kolejne wypożyczenie, tym razem do amerykańskiego Seattle Sounders FC. W Major League Soccer zadebiutował 25 sierpnia w wygranej 6:2 konfrontacji z Chivas USA.

## Kariera reprezentacyjna
W 2005 roku Martínez został powołany do reprezentacji Hondurasu U-17 na Młodzieżowe Mistrzostwa Ameryki Północnej, gdzie jego kadra zajęła drugie miejsce w grupie i zakwalifikowała się do barażów o awans na Mistrzostwa Świata U-17 w Peru, jednak okazała się w nich gorsza w dwumeczu od Kostaryki i w rezultacie nie zdołała awansować na światowy czempionat. W 2009 znalazł się za to w składzie reprezentacji Hondurasu U-20, biorącej udział w Młodzieżowych Mistrzostwach Ameryki Północnej. W eliminacjach do tego turnieju wpisał się na listę strzelców czterokrotnie – w spotkaniach z Nikaraguą (7:0), Kostaryką (1:2), Panamą (5:2), a także Saint Vincent i Grenadynami (3:1). We właściwych rozgrywkach zanotował natomiast bramkę w fazie grupowej z Jamajką (4:0), a jego kadra zajęła trzecie miejsce i zakwalifikowała się na Mistrzostwa Świata U-20 w Egipcie. Tam z kolei był podstawowym piłkarzem drużyny narodowej, i mimo iż odpadła ona już w fazie grupowej, to pokazał się z bardzo dobrej strony, szczególnie w konfrontacji z Węgrami, kiedy to zdobył dwie bramki.
W 2012 roku Martínez został powołany przez kolumbijskiego szkoleniowca Luisa Fernando Suáreza do reprezentacji Hondurasu U-23 na turniej kwalifikacyjny do Igrzysk Olimpijskich w Londynie. Tam wystąpił w sześciu spotkaniach od pierwszej minuty, zdobywając dwie bramki – w spotkaniu eliminacyjnym z Nikaraguą (5:0) i w fazie grupowej z Panamą (3:1). Jego kadra dotarła ostatecznie do finału, przegrywając w nim z Meksykiem, jednak zdołała awansować na olimpiadę. Na Igrzyskach Olimpijskich honduraski zespół odpadł w ćwierćfinale, za to sam Martínez rozegrał wszystkie cztery mecze, będąc podstawowym piłkarzem zespołu i strzelił gola w ćwierćfinałowym pojedynku z Brazylią (2:3).
W seniorskiej reprezentacji Hondurasu Martínez zadebiutował za kadencji meksykańskiego selekcjonera Juana de Dios Castillo, 4 września 2010 w zremisowanym 2:2 meczu towarzyskim z Salwadorem. W 2011 roku został powołany na turniej Copa Centroamericana, gdzie rozegrał trzy spotkania, natomiast jego kadra triumfowała ostatecznie w rozgrywkach. W tym samym roku, 11 października w wygranym 2:1 sparingu z Jamajką, zdobył premierowego gola w reprezentacji. Wziął również udział w eliminacjach do Mistrzostw Świata 2014, podczas których dwukrotnie wpisał się na listę strzelców w konfrontacji z Kanadą (8:1).